# Markos Bagdatís
Markos Bagdatís (Limassol, 17 de juny de 1985) és un tennista professional retirat xipriota. El seu millor rànquing fou el vuitè lloc a l'estiu de 2006, any en el qual fou finalista a l'Open d'Austràlia i semifinalista a Wimbledon.
Va ser l'abanderat de Xipre en els Jocs Olímpics de Londres 2012.

## Biografia
Bagdatís va néixer a Limassol (Xipre), fill de pare libanès, Christos, i mare xipriota grega, Androula. Té dos germans (Petros i Marinos) i una germana, Zena, que va ser adoptada per la família. Va començar a jugar a tennis amb cinc anys junt al seu pare i als seus germans.
Va rebre el premi a millor atleta xipriota de l'any el 2005.
Es va casar el 14 de juliol de 2012 amb la tennista croata Karolina Šprem, amb la qual tenen dues filles, Zahara (2012) i India (2015).

## Torneigs de Grand Slam

### Individual: 1 (0−1)
| Resultat  | Núm. | Any  | Torneig          | Oponent en la final | Marcador           |
| --------- | ---- | ---- | ---------------- | ------------------- | ------------------ |
| Finalista | 1.   | 2006 | Open d'Austràlia | Roger Federer       | 7−5, 5−7, 0−6, 2−6 |

## Palmarès: 4 (4−0)

### Individual: 14 (4−10)
| Llegenda (pre/post 2009)                                 |
| -------------------------------------------------------- |
| Grand Slams (0−1)                                        |
| Tennis Masters Cup / ATP Finals (0−0)                    |
| ATP Masters Series / ATP World Tour Masters 1000 (0−0)   |
| ATP International Series Gold / ATP World Tour 500 (0−2) |
| ATP International Series / ATP World Tour 250 (4−7)      |

| Títols per superfície |
| --------------------- |
| Dura (3−7)            |
| Gespa (0−1)           |
| Terra batuda (0−0)    |
| Moqueta (1−1)         |

| Resultat  | Núm. | Data                   | Torneig                     | Superfície  | Oponent           | Marcador               |
| --------- | ---- | ---------------------- | --------------------------- | ----------- | ----------------- | ---------------------- |
| Finalista | 1.   | 30 d'octubre de 2005   | Basilea, Suïssa             | Moqueta (i) | Fernando González | 7−6(10), 3−6, 5−7, 4−6 |
| Finalista | 2.   | 29 de gener de 2006    | Open d'Austràlia, Austràlia | Dura        | Roger Federer     | 7−5, 5−7, 0−6, 2−6     |
| Guanyador | 1.   | 18 de setembre de 2006 | Pequín, França              | Dura        | Mario Ančić       | 6−4, 6−0               |
| Guanyador | 2.   | 4 de febrer de 2007    | Zagreb, Croàcia             | Moqueta (i) | Ivan Ljubičić     | 7−6(4), 4−6, 6−4       |
| Finalista | 3.   | 18 de febrer de 2007   | Marsella, França            | Dura (i)    | Gilles Simon      | 4−6, 6−7(3)            |
| Finalista | 4.   | 17 de juny de 2007     | Halle, Alemanya             | Gespa       | Tomáš Berdych     | 5−7, 4−6               |
| Guanyador | 3.   | 25 d'octubre de 2009   | Estocolm, Suècia            | Dura (i)    | Olivier Rochus    | 6−1, 7−5               |
| Guanyador | 4.   | 16 de gener de 2010    | Sydney, Austràlia           | Dura        | Richard Gasquet   | 6−4, 7−6(2)            |
| Finalista | 5.   | 8 d'agost de 2010      | Washington DC, Estats Units | Dura        | David Nalbandian  | 2−6, 6−7(4)            |
| Finalista | 6.   | 24 d'octubre de 2010   | Moscou, Rússia              | Dura (i)    | Viktor Troicki    | 6−3, 4−6, 3−6          |
| Finalista | 7.   | 2 d'octubre de 2011    | Kuala Lumpur, Malàisia      | Dura (i)    | Janko Tipsarević  | 4−6, 5−7               |
| Finalista | 8.   | 2 d'agost de 2015      | Atlanta, Estats Units       | Dura        | John Isner        | 3−6, 3−6               |
| Finalista | 9.   | 27 de febrer de 2016   | Dubai, Emirats Àrabs Units  | Dura        | Stan Wawrinka     | 4−6, 6−7(13)           |
| Finalista | 10.  | 1 d'octubre de 2017    | Chengdu, Xina               | Dura        | Denis Istomin     | 2−3, retirada          |

### Dobles: 3 (1−2)
| Llegenda (pre/post 2009)                                 |
| -------------------------------------------------------- |
| Grand Slams (0−0)                                        |
| Tennis Masters Cup / ATP Finals (0−0)                    |
| ATP Masters Series / ATP World Tour Masters 1000 (0−0)   |
| ATP International Series Gold / ATP World Tour 500 (0−0) |
| ATP International Series / ATP World Tour 250 (1−2)      |

| Títols per superfície |
| --------------------- |
| Dura (1−1)            |
| Gespa (0−0)           |
| Terra batuda (0−1)    |

| Resultat  | Núm. | Data                | Torneig         | Superfície   | Parella       | Oponents                              | Marcador |
| --------- | ---- | ------------------- | --------------- | ------------ | ------------- | ------------------------------------- | -------- |
| Finalista | 1.   | 6 de gener de 2008  | Chennai, Xina   | Dura         | Marc Gicquel  | Sanchai Ratiwatana Sonchat Ratiwatana | 4−6, 5−7 |
| Guanyador | 1.   | 5 de febrer de 2012 | Zagreb, Croàcia | Dura (i)     | Mikhaïl Iujni | Ivan Dodig Mate Pavić                 | 6−2, 6−2 |
| Finalista | 2.   | 5 de maig de 2013   | Múnic, Alemanya | Terra batuda | Eric Butorac  | Jarkko Nieminen Dmitry Tursunov       | 1−6, 4−6 |

## Trajectòria

### Individual
| Open d'Austràlia | A   | A   | 4R          | F           | 2R          | 3R    | 4R          | 3R          | 3R          | 2R    | 3R          | 1R          | 3R          | 1R    | 2R          | 2R          | Q1          | 0 / 14    | 26 − 14   |
| Roland Garros | A   | Q3  | 1R          | 2R          | 4R          | 1R    | 1R          | 3R          | 2R          | 2R    | 1R          | A           | 2R          | 2R    | 1R          | R1          | A           | 0 / 13    | 10 − 13   |
| Wimbledon | A   | Q1  | 1R          | SF          | QF          | 4R    | A           | 1R          | 3R          | 3R    | 1R          | 2R          | 3R          | 1R    | 2R          | 2R          | 2R          | 0 / 14    | 22 − 14   |
| US Open | Q1  | 2R  | 1R          | 2R          | 1R          | A     | A           | 1R          | 1R          | 2R    | 3R          | 1R          | 1R          | 4R    | 1R          | 2R          | A           | 0 / 13    | 9 − 13    |
| Jocs Olímpics | NC  | 2R  | No celebrat | No celebrat | No celebrat | A     | No celebrat | No celebrat | No celebrat | 3R    | No celebrat | No celebrat | No celebrat | A     | No celebrat | No celebrat | No celebrat | 0 / 2     | 3 − 2     |
| Total Victòries–Derrotes                                                                                                   | 0−0 | 2−2 | 11−12       | 37−20       | 48−22       | 14−12 | 23−16       | 43−27       | 28−27       | 35−25 | 15−22       | 7−11        | 26−19       | 26−23 | 18−17       | 12−16       | 4−3         | 349 − 274 | 349 − 274 |
| Rànquing a final d'any | 197 | 159 | 55          | 12          | 16          | 98    | 42          | 20          | 44          | 36    | 87          | 85          | 46          | 36    | 102         | 125         |             |           |           |
| Llegenda: G: Guanyador; F: Finalista; SF: Semifinalista; QF: Quarts de final; Q: Qualificació; A: Absent; RR: Round Robin; |     |     |             |             |             |       |             |             |             |       |             |             |             |       |             |             |             |           |           |